# Universidad Autónoma de Veracruz Villa Rica
La Universidad Autónoma de Veracruz Villa Rica fue una institución privada de educación superior ubicada en la localidad de Veracruz del municipio de Boca del Río, Veracruz. Algunas de sus carreras están afiliadas a los planes de estudios de la casa máxima de educación superior en México, la UNAM. 
Hace unos años fue comprada por la Universidad del Valle de México y pasó a formar parte de la red Laureate International Universities, pero seguía siendo denominada como UVR|UVM, actualmente ya eliminaron las siglas de la Universidad Villa Rica, pasando solo a ser UVM campus Veracruz.

## Historia
La Universidad Autónoma de Veracruz Villa Rica nace como respuesta a la necesidad de incrementar la oferta educativa en el Estado de Veracruz. La universidad inicia actividades en el año de 1972, obteniendo la incorporación a la UNAM para impartir estudios de nivel superior en el campus Veracruz-Boca del Río con las licenciaturas en administración, contaduría y seis meses más tarde, la licenciatura en derecho. Años más tarde la universidad amplia su oferta educativa con la incorporación de estudios de nivel superior en psicología. Adicionalmente, la institución se presenta como la primera institución educativa privada en ofrecer estudios de posgrado en el puerto de Veracruz con la impartición de la maestría en administración. También se da la apertura de las carreras de arquitectura, computación y sistemas e ingeniería civil. Es en ese entonces cuando la universidad da inicio a la impartición de la maestría en ciencias penales.
En 1996 la institución abre sus puertas con la inauguración del campus Coatzacoalcos con tres licenciaturas: administración, contaduría y derecho, todas ellas incorporadas a la UNAM. Después, ampliaría su oferta académica con la licenciatura en ciencias de la educación, y tecnologías de información y negocios.
En 1997 la universidad es la primera institución privada en ofrecer la licenciatura en médico cirujano a través de la facultad de medicina "Dr. Porfirio Sosa Zárate". A este gran acontecimiento le siguieron la incorporación de estudios de nivel superior en ciencias de la comunicación, así como la licenciatura en cirujano dentista a través de la facultad de odontología, lo que representó en el año de 2004, convirtiéndose en la única institución privada en el Estado de Veracruz en ofrecer dicha licenciatura.
En 2005 inicia la licenciatura en mercadotecnia y al año siguiente se consolida al área de estudios de posgrado, contando ya con la experiencia en la impartición de maestrías en administración de justicia, psicología y recientemente la de ciencias de la informática, así como las especialidades en docencia, redes computacionales y en base de datos.
En 2011 anuncia su alianza con la Universidad del Valle de México, con el fin de pertenecer al Laureate International Universities. Por este hecho, deja la incorporación UNAM en algunas de sus carreras, permaneciendo únicamente Medicina y Odontología.
Administrativamente, pasa a formar parte del Sistema UVM, asignada a la región noreste, encabezada por el Mtro. Luis Silva Guerrero.

## Oferta Educativa

### Licenciaturas

#### Campus Veracruz
- Administración.
- Administración de Empresas Turísticas.
- Administración de Negocios Internacionales.
- Arquitectura.
- Computación y Sistemas.
- Ciencias de la Comunicación.
- Cirujano Dentista.
- Contaduría Pública y Finanzas.
- Derecho.
- Diseño Gráfico.
- Enfermería
- Fisioterapia.
- Ingeniería Civil.
- Ingeniería Mecatrónica.
- Ingeniería Industrial y de Sistemas.
- Medicina.
- Mercadotecnia.
- Nutrición.
- Psicología.

#### Campus Coatzacoalcos
- Administración.
- Contaduría.
- Ciencias de la Educación.
- Derecho.
- Tecnologías de la Información y Negocios.
- Relaciones Industriales.
- mercadotecnia

### Maestrías
- Administración.
- Administración de Justicia.
- Ciencias de la Informática.
- Ciencias Penales.
- Psicología.

### Especialidades
- Base de datos.
- Docencia.
- Redes computacionales.

## Extensión Universitaria

### Actividades Deportivas
- Fútbol Soccer (Selección).
- Fútbol Rápido.
- Voleibol (Selección).
- Aerobics.
- Tae Kwon Do.
- Atletismo.
- Básquetbol (Selección).
- Natación.
- Béisbol.

### Actividades Artísticas
- Cineclub

## Servicios
- Bufete Jurídico.
- Bufete de Arquitectura.
- Bufete Fiscal.
- Clínica Psicológica.

- Datos: Q9091538